# Voranava rajon
Voranava rajon (belarusiska: Воранаўскі раён: Voranaŭski rajon), även Voronovo rajon (ryska: Вороновский район: Voronovskij rajon) är ett distrikt i Belarus, med huvudort Voranava som ligger i Hrodna voblast, i den nordvästra delen av landet, 160 km väster om huvudstaden Minsk.